# Bradpole
Bradpole – wieś w Anglii, w hrabstwie Dorset. Leży 22 km na zachód od miasta Dorchester i 202 km na południowy zachód od Londynu.